# Jan Walravens
Frans Johannes (Jan) Walravens (Anderlecht, 7 augustus 1920 – Ukkel, 25 juni 1965) was een Belgisch schrijver.

## Biografie
Walravens werd geboren in Anderlecht, waar hij al op jonge leeftijd bevriend raakte met Florent Wellens en Albert Bontridder, later respectievelijk beeldhouwer en dichter/architect. De vrienden werden lid van het avant-gardetijdschrift Tijd en Mens dat Walravens samen met Hugo Claus en Remy C. van de Kerckhove in 1949 oprichtte.
In de Tweede Wereldoorlog werd Walravens vanaf juli 1943 tewerkgesteld in Berlijn; toen hij in de winter dat jaar even kon terugkeren naar België, dook hij onder. Na de oorlog was hij tot aan zijn dood journalist op de kunstredactie van Het Laatste Nieuws. 
Walravens werd sterk beïnvloed door het existentialisme van Jean-Paul Sartre, waarover hij diverse artikels schreef en lezingen gaf. Hij was voorvechter van vernieuwing in de maatschappij en de kunst. Zo was hij ook medeoprichter van het Brusselse toneelgezelschap Het Kamertoneel (1953-1957), dat vernieuwend toneel bracht. In 1951 verscheen zijn roman Roerloos aan zee, gevolgd door Negatief in 1958, waarvoor hij de Leo J. Krijnprijs kreeg. In 1955 stelde hij de bloemlezing Waar is de eerste morgen? samen, met experimentele poëzie uit Vlaanderen, waarmee hij zich een voorvechter van het genre betoonde. In 1965 verscheen Jan Biorix, een kroniek in dagboekvorm. Walravens overleed in 1965 vroegtijdig aan lymfeklierkanker.

## Archief
Het Letterenhuis in Antwerpen bewaart een klein archief van Walravens. Van zijn roman Roerloos aan zee is er een handgeschreven versie (met gedeelten die niet opgenomen zijn in het uiteindelijke boek) en een verbeterd typoscript te vinden. Verder bevat zijn archief onder andere autobiografische teksten, bijdragen voor tijdschriften – ook zijn bekende essay ‘Phenomenologie van de moderne poëzie’ (1951), gepubliceerd in Tijd en Mens – toespraken en interviews en een televisiescenario.

## Secundaire literatuur
- Jos Joosten (2018), De verdeelde mens: Jan Walravens (1920-1965), schrijver, ijkpunt, avant-gardist.
- Jan Walravens in De Nederlandse en Vlaamse auteurs